# Уріель Ґурка
Уріель Ґурка гербу Лодзя (нар. бл. 1435 — пом. 21 січня 1498, Карлові Вари) — польський римсько-католицький і державний діяч; великий канцлер коронний (1473–1479), Познанський єпископ (1479–1498).

## Життєпис
Народився Уріель близько 1435 року, був наймолодшим сином у сім'ї на той час королівського ложничого та старости косцянського Лукаша Ґурки та його дружини Катажини Беати Швідва-Шамотульської, доньки Познанського каштеляна. Мав трьох братів — Якуба (помер молодим), підкоморія познанського Яна та каштеляна ґнєзненського Міколая; і сестру Малґожату, дружину Станіслава Збоньського.
Уже з дитинства батьки обрали йому кар'єру священника. Незважаючи на слабке здоров'я, до 1453 року навчався у Академії Краківській, потім продовжив навчання у Німеччині та Італії, був студентом Болонського університету (1463).
Його батько, на той час уже воєвода познанський і староста генеральний великопольський, посприяв у отриманні сином багатьох церковних пребенд: 1449 року став кустосом ленчицьким і каноніком познанським (до 1465 року), 1453 року каноніком ґнєзненським і ленчицьким, 1467 року канонкіком плоцьким, сандомирським і краківським, 1470 року — каноніком влоцлавським. 1454 року він став пробстом познанським, протягом 1468–1479 років був пробстом ґнєзненським, 1477 року — схоластиком ленчицьким. Для такого накопичення гідностей у руках однієї людини потрібен був спеціальний дозвіл Римської курії.
1473 року, завдяки підтримці батька, король Казимир IV Ягеллончик призначив Уріеля Ґурку на посаду канцлера коронного, хоча до цього останній не працював у королівській канцелярії. 26 травня 1475 року, перебуваючи у Римі як королівський посол, отримав диспензію (дозвіл) від папи Сикста IV на одруження доньки короля Ядвіги Ягеллонки з герцогом Баварським Георгом Багатим. 21 липня цього ж року він отримав від Папи посаду папського нунція та збирача папських зборів у Польщі, яку, ймовірно, обіймав до 1486 року. 1478 року також перебував у Римі як королівський посол. У цей період він налагодив численні відносини з банкірськими установами Західної Європи, і особливо нюрнберзькими, а також із польською та італійською міською буржуазією. Протягом 1473–1474 років був адміністратором Ґнєзненської архідієцезії і, виконуючи цю функцію, на прохання короля скликав до Ленчиці провінційний синод, яким були встановлені податкові зобов'язання духовенства перед державою.
Після смерті єпископа познанського Анджея Бнінського, місцева капітула обрала Уріеля Ґурку адміністратором своєї дієцезії. 26 травня 1479 року папа Сикст IV преконізував Уріеля Ґурку на Познанського єпископа, 22 серпня він отримав єпископське освячення, залишивши при цьому посаду канцлера. 28 серпня 1494 року у Ґнєзненській катедрі здійснив урочисте покладання паллію, пересланого папою Александром VI, на архієпископа ґнєзненського та кардинала Фридерика Ягеллончика. Був свідком видання Пйотркувського статуту 1496 року.
Завдяки сприятливим банківським операціям Уріель Ґурка збільшив статок родини, а багате Познанське єпископство також сприяло примноженню його доходів, завдяки чому він став одним із найбагатших людей Польщі. Зароблені капітали він вкладав у землю та у фінансові та комерційні операції з познанськими купцями та європейськими банкірами. Ґурка зосередив у своїх руках староства победзіське (1475–1498), драгімське (перед 1493 р.), валчське (1493–1498). Його земельні маєтності складали 7 міст та 78 сіл. Він привозив у свої маєтки італійських садівників, які намагалися вирощувати лозу та інші екзотичні рослини. Він також купував твори мистецтва та фундував бронзові надгробки для себе та свого батька, виготовлені в майстерні Фішера в Нюрнберзі. Він також перебудував каплицю св. Леонарда в Познанському соборі та зробив його місцем поховання для своєї родини.
Єпископ Ґурка заснував біля Курницького замку перший італійський сад і проводив досліди з виноградарства. 1495 року він підніс костел Усіх святих у Курнику до рангу колегіального костелу і того ж року побудував у цьому місті шпиталь, залишивши обом фундаціям значні записи у своєму заповіті.
1497 року за порадою лікарів єпископ виїхав на лікування до Карлових Вар, де помер 21 січня 1498 року. Був похований у родовій каплиці у Познанській катедрі. Його єдиним спадкоємцем був племінник, Лукаш Ґурка.